# Elaeagnaceae
Le Eleagnacee (Elaeagnaceae Juss., 1789) sono una famiglia di piante appartenenti all'ordine Rosales.

## Tassonomia
Sono riconosciuti i seguenti generi:
- Elaeagnus Tourn. ex L. (92 specie)
- Hippophae L. (7 spp.)
- Shepherdia Nutt. (3 spp.)

La classificazione APG inserisce questa famiglia nell'ordine Rosales. Il sistema Cronquist la classificava invece nell'ordine Proteales.